# 西村小楽天
西村 小楽天（にしむら こらくてん、1902年12月4日 - 1983年2月25日）は日本の弁士、漫談家、歌手の司会者。本名は田川実（たがわ みのる）。

## 経歴
東京府深川区（現・東京都江東区）生まれ。本人によると、実家は洲崎遊廓の引手茶屋だったという。
子どもの頃から活動写真に親しみ、大正5年（1916年）に活動弁士の西村楽天へ入門。同7年（1918年）には巡業先の台湾で師から「小楽天」の名を認められる。東京へ戻ってからは浅草の帝国館で弁士を務める。その後は、浅草を中心に東京各地の松竹系映画館で、主に洋画の説明に活躍した。
映画がトーキーの時代を迎えた昭和10年（1935年）には、弁士・楽士の全員解雇を通知する松竹側に対し、静田錦波らとともに3月19日から28日にかけてストライキを実行している。
一時は漫談家となったが間もなく歌手の司会者に転じ、東海林太郎や霧島昇の司会を担当した。戦後は岡晴夫や美空ひばりの専属司会を務める一方、無声映画の鑑賞会などで弁士として出演している。
昭和58年（1983年）2月25日、心筋梗塞のため東京都杉並区の病院で死去。満80歳没。
長男の西村浩二（1930年-1991年）も司会者となり、日本司会芸能協会理事長を務めた。

## 著書
- 『私は昭和の語り職人』エイプリル・ミュージック、1978年。